# بنجامین هاگل
بنجامین هاگل (انگلیسی: Benjamin Huggel؛ زادهٔ ۷ ژوئیهٔ ۱۹۷۷) یک بازیکن فوتبال اهل سوئیس است.
وی همچنین در تیم ملی فوتبال سوئیس بازی کرده‌است.